# Ballade c-Moll für Violoncello und Klavier (Prokofjew)
Die Ballade c-Moll op. 15 für Violoncello und Klavier ist ein kammermusikalisches Werk des russischen Komponisten Sergej Prokofjew aus dem Jahr 1912.
Prokofjews Ballade c-Moll op. 15 für Violoncello und Klavier enthält in der Einleitung des Hauptteils Material aus den frühen Entwürfen des Komponisten zu einer Violinsonate, die er 1903 bereits mit elf Jahren schrieb. Es gilt als das früheste Werk aus dem veröffentlichten Themenmaterial Prokofjews.